# Sparassis minoensis
Sparassis minoensis är en svampart som beskrevs av Blanco-Dios & Zheng Wang 2006. Sparassis minoensis ingår i släktet Sparassis och familjen Sparassidaceae.   Inga underarter finns listade i Catalogue of Life.